# آلیوالا
آلیوالا (به انگلیسی: Aaliwala) در پاکستان است که در پنجاب (پاکستان) واقع شده‌است.